# Firefox lorentz
Firefox lorentz, con nombre de subproyecto "Lorentz", es una versión de Firefox que proporciona una navegación ininterrumpida de Internet a los usuarios que tienen problemas con ciertos plugins instalados en Firefox: 
- Flash Player (de Adobe)
- Quicktime (de Apple)
- Silverlight (de Microsoft)
Está basado en la última versión final de Firefox (3.6.3) y por el momento aún está en fase de pruebas. Incluye una nueva característica para Windows y Linux que carga los plugins de Adobe Flash, Quicktime de Apple y Microsoft Silverlight cada uno en un proceso separado, donde con esta característica, si uno de estos plugins se bloquea o se "cuelga", Firefox seguirá funcionando y se puede recargar la página sin necesidad de reiniciar toda la aplicación de Firefox.
Firefox lorentz, con nombre de subproyecto "Lorentz", es una versión de Firefox que proporciona una navegación ininterrumpida de Internet a los usuarios que tienen problemas con ciertos plugins instalados en Firefox: 
- Flash Player (de Adobe)
- Quicktime (de Apple)
- Silverlight (de Microsoft)
Está basado en la última versión final de Firefox (3.6.3) y por el momento aún está en fase de pruebas. Incluye una nueva característica para Windows y Linux que carga los plugins de Adobe Flash, Quicktime de Apple y Microsoft Silverlight cada uno en un proceso separado, donde con esta característica, si uno de estos plugins se bloquea o se "cuelga", Firefox seguirá funcionando y se puede recargar la página sin necesidad de reiniciar toda la aplicación de Firefox.